# پل امبلن
پل امبلن (انگلیسی: Paul Emblen؛ زادهٔ ۳ آوریل ۱۹۷۶) بازیکن فوتبال اهل بریتانیا است.
از باشگاه‌هایی که در آن بازی کرده‌است می‌توان به باشگاه فوتبال چارلتون اتلتیک، باشگاه فوتبال برایتون اند هوو آلبیون، باشگاه فوتبال تونبریج آنجلز، و باشگاه فوتبال وایکام واندررز اشاره کرد.